# Município de Clay (condado de Scioto, Ohio)
O município de Clay (em inglês: Clay Township) é um município localizado no condado de Scioto no estado estadounidense de Ohio. No ano 2010 tinha uma população de 3690 habitantes e uma densidade populacional de 64,48 pessoas por km².

## Geografia
O município de Clay encontra-se localizado nas coordenadas 38° 47′ 37″ N, 82° 58′ 00″ O. Segundo a Departamento do Censo dos Estados Unidos, o município tem uma superfície total de 57.23 km², da qual 56.02 km² correspondem a terra firme e (2.11%) 1.21 km² é água.

## Demografia
Segundo o censo de 2010, tinha 3690 pessoas residindo no município de Clay. A densidade de população era de 64,48 hab./km².